# إيتاي البارود (مركز)
مركز إيتاي البارود، مركز إداري مصري. يقع في شرق محافظة البحيرة الواقعة أقصى شمال جمهورية مصر العربية. مدينة إيتاي البارود عاصمة المركز.